# Андские цивилизации

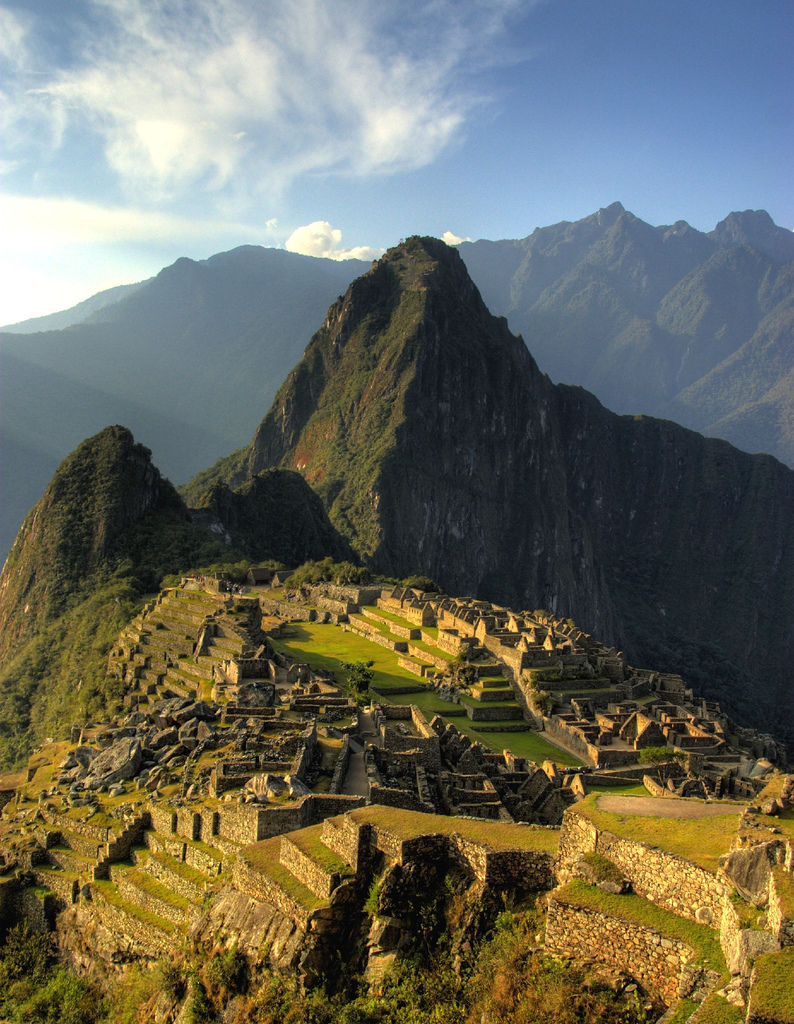
древний город Мачу-Пикчу

Андские цивилизации. Различают археологические и исторические культуры в Андах.

## Археологические культуры

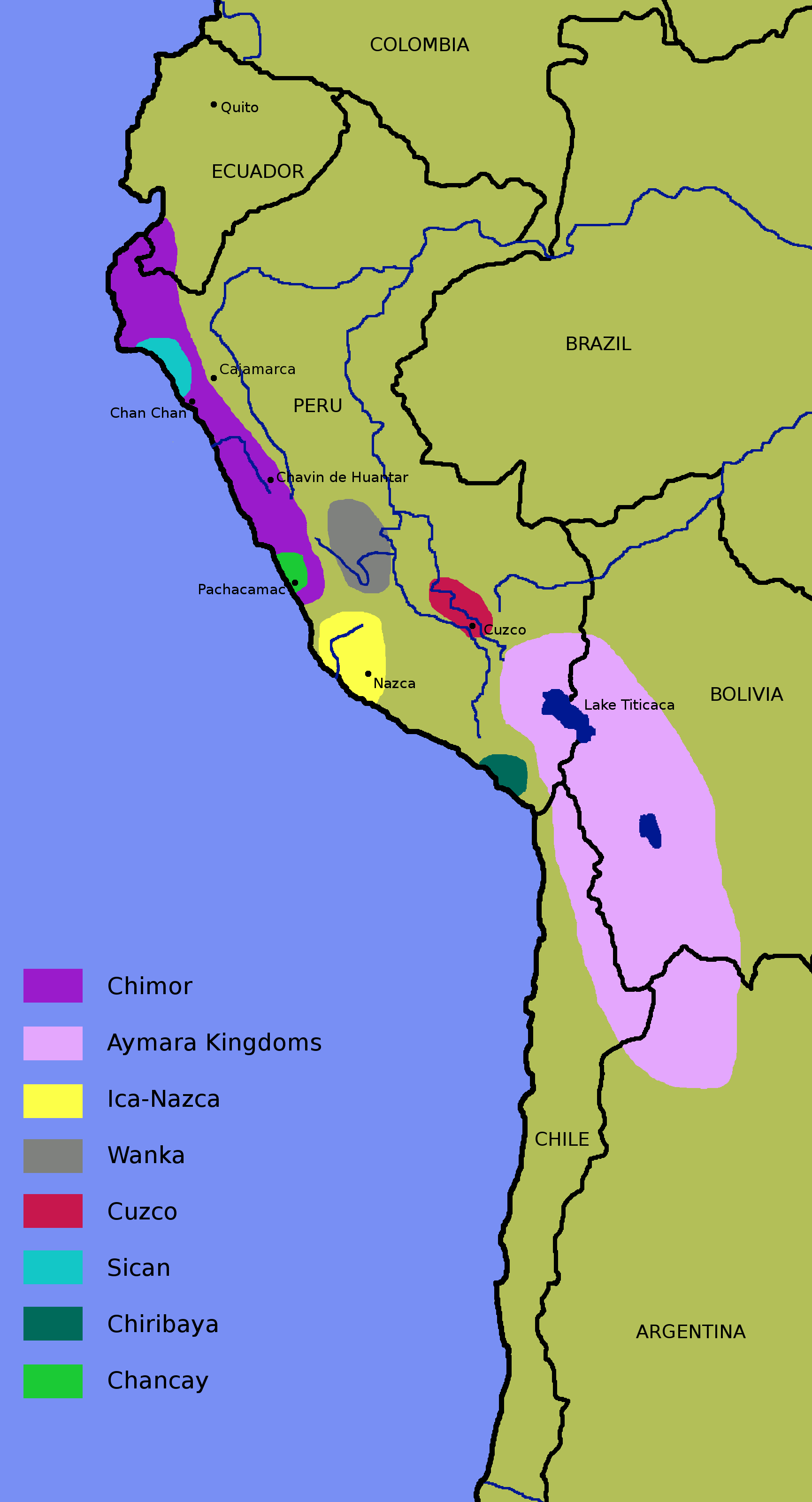
Андские культуры до инков, 14 в.

Доколумбова хронология Перу и Андского региона в настоящее время основана на классификации, которую предложил Эдвард Лэннинг. Альтернативную систему датировки предложил Луис Лумбрерас, который иначе датирует некоторые археологические находки. Большинство культур Позднего горизонта и некоторые культуры Позднего промежуточного периода были включены в состав инкской империи к 1493 году, однако окончание периода датируется 1534 годом, датой крушения Империи инков в результате испанского завоевания. Большинство хронологических границ между периодами связаны либо с окончанием сильной засухи, либо с началом новой, результатом чего было перемещение сельскохозяйственного производства в горы или его возвращение на равнину, а следовательно, и смена между культурами с разными образами жизни.
Историки считают, что первые люди появились в Перу около XV столетия до н. э. На протяжении столетий до нашей эры землю Перу заселяли народы, которые создали могущественные цивилизации, построили памятники архитектуры, которые сохранились и до наших дней. Считается, что первыми людьми в Перу были кочующие охотники-собиратели, которые жили в пещерах. Наиболее развитыми культурами на территории нынешнего Перу были: культуры Чавин в районе Кальехон-де-Уайлас, расцвет приходится на 800—300 до н. э. Наска и Паракас в южной части перуанского побережья (ок. 200—500 н. э.); Мочика и Чиму на севере (ок. 300—1400 н. э.), Тиауанако на берегах озёра Титикака (расцвет относится к XI веку) В XII веке н. э. племя инков поселилось в районе Куско. В 15 в. инки владели землями от современной южной Колумбии до центрального Чили и создали империю Тауантинсуйу, что в переводе означает «четыре соединённые между собой стороны света». Интересно, что четыре дороги делили территорию империи на четыре части.

### Культура Норте-Чико

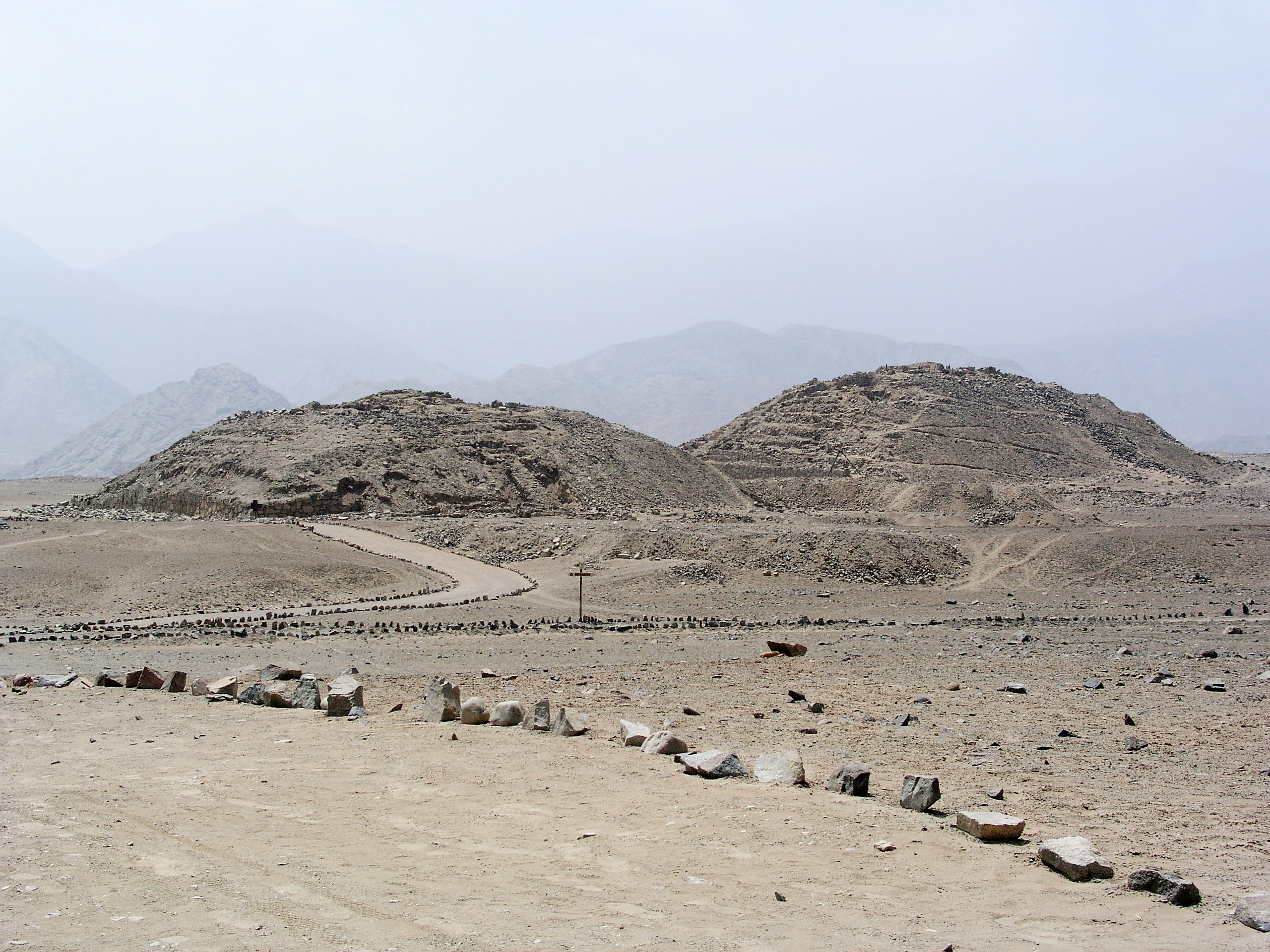
Развалины Каральской цитадели

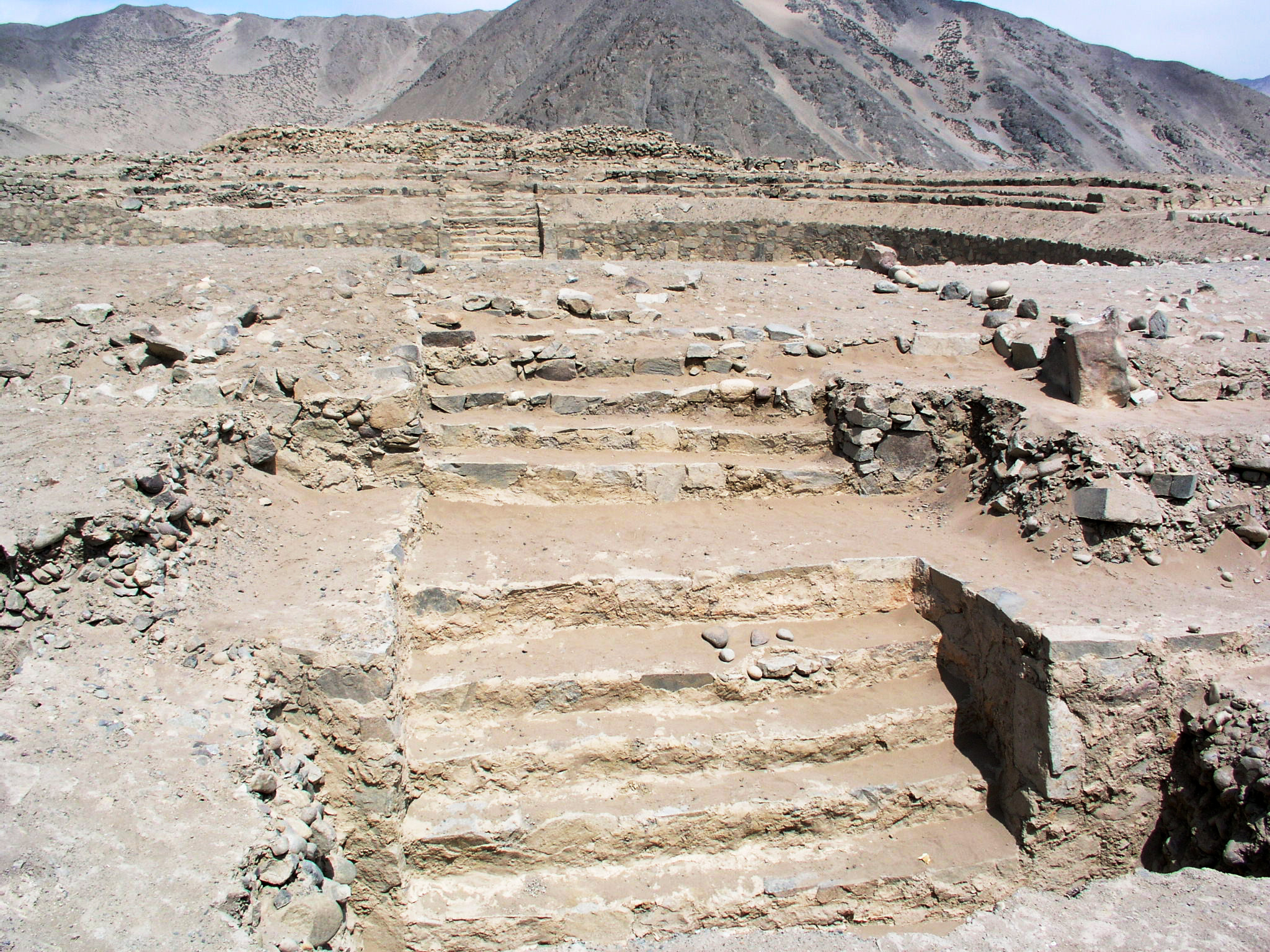
Развалины Каральской пирамиды

Культура Норте-Чико или Культура Караль-Супе (второе название чаще используется в испаноязычной литературе) — доколумбова цивилизация в регионе Норте-Чико на северо-центральном побережье Перу. Это самое древнее из известных доколумбовых государств Америки, процветавшее в период с XXX по XVIII века до н. э., в так называемый докерамический (предкерамический) период (одновременно с возвышением цивилизаций Древнего Египта, Месопотамии и долины Инда). Альтернативное название происходит от названия местности Караль в долине Супе к северу от Лимы, где был обнаружен крупный археологический памятник данной культуры. Караль впервые обнаружила археолог Рут Шейди Солис в 1997 году, здесь ею же были найдены наиболее древние кипу. 
Согласно археологической номенклатуре, Норте-Чико — докерамическая культура позднего архаичного периода; керамика полностью отсутствует, количество произведений искусства чрезвычайно мало. Наиболее впечатляющим достижением культуры Норте-Чико является её монументальная архитектура, включающая холмообразные платформы и круглые площади. Археологические данные позволяют предположить, что данная культура владела технологией изготовления тканей. Возможно, существовало поклонение символам божеств, что характерно и для других андских доколумбовых культур. Предполагается, что для управления древней культурой Норте-Чико требовалась сложная система управления, и до сих пор остаются без ответа вопросы о том, как она функционировала.
О существовании в этих местах древних поселений археологам стало известно как минимум с 1940-х годов. Наиболее ранние раскопки состоялись в Асперо на побережье, где останки поселения были обнаружены в 1905 году, и позднее в Карале, дальше от побережья. Перуанские археологи во главе с Рут Шейди Солис представили отчёты о существовании древней цивилизации в конце 1990-х годов, после раскопок в Карале. К данной культуре также относят монументальные сооружения в Бандурриа (Перу, регион Уачо).

### Чавинская культура

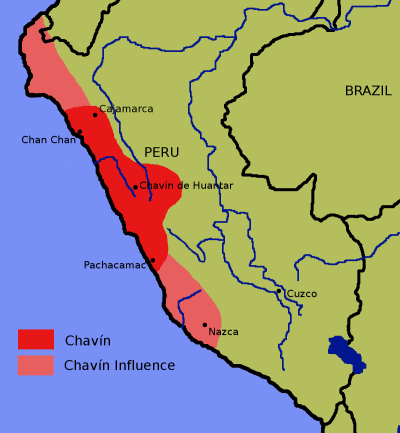
Область распространения (красный цвет) и влияния (розовый цвет) чавинской культуры

Чавинская культура, или культура Чавин — доколумбова цивилизация, существовавшая на северных нагорьях Анд на территории современного Перу с 900 по 200 годы до н. э.. Чавинская культура находилась в долине Мосна, где сливаются реки Мосна и Уачекса. Долина расположена на высоте 3150 м над уровнем моря, в настоящее время в ней проживают народы кечуа, халка и пуна.
Наиболее известным археологическим памятником чавинской культуры являются развалины в Чавин-де-Уантар, расположенном высоко в Андских горах к северу от Лимы. Считается, что город был построен около 900 года до н. э. и являлся религиозным центром чавинской цивилизации. В настоящее время город объявлен местом культурного наследия ЮНЕСКО. Существуют и другие крупные памятники данной культуры, например, крепость Кунтур-Уаси, храм Гарагай с полихромными рельефами и другие.
На руинах чавинской культуры возникли несколько новых, в частности, Викус и Салинар.

### Культура Вальдивия

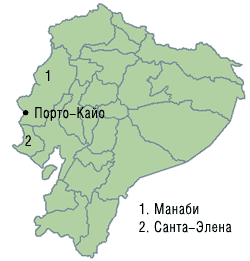
Локализация культуры Вальдивия

Культура вальди́вия — одна из древнейших культур обеих Америк, существовавшая в период между 3500 — 1800 годами до н. э. в одном из самых засушливых районов тихоокеанского побережья Эквадора в провинции Манаби, от Пуэрто-Кайо до севера провинции Санта-Элена.
Радиоуглеродный анализ относит появление артефактов культуры вальдивия примерно к 3500 году до н. э. Она была открыта в 1956 году эквадорским археологом Эмилио Эстрадой, обнаружившим поселение в устье реки Вальдивия (Эквадор).
Её происхождение до сих пор остаётся загадкой. Некоторые специалисты выводят его от племён с восточных склонов Анд, другие из более ранней культуры лас-вегас, которую вальдивия напоминает по некоторым характеристикам.
Эстрада и другие учёные высказали предположение о её контактах с жителями островов современной Японии, так как наблюдается большое сходство керамических изделий Вальдивии и периода Дзёмон (Кюсю). Однако эти теории не получили распространения, и большинство археологов отвергают наличие подобной связи. «Было отброшено представление о транстихоокеанской диффузии (посредством случайного путешествия рыбаков с о-ва Кюсю), элементов японского неолита, известного под именем Дзёмон, которое предложили Б. Меггерс, К. Эванс и Э. Эстрада. Более того, в конце 1970-х годов учёные отказались от чисто хронологического подхода к исследованиям и (на основе подхода междисциплинарного) начали изучать производство и воспроизводство вальдивийского общества не только как группы рыболовов и ранних земледельцев побережья, а как населения, занятого эксплуатацией разнообразной флоры и фауны экваториального побережья».
Существуют фундаментальные различия между культурой вальдивия и другими культурами Амазонии, главным образом группами охотников и собирателей. Тем не менее сходство глиняных изделий позволяет говорить о существовавшей между ними связи, так как обнаружена вальдивийская керамика с орнаментами, типичными для культуры мачалилья, и, наоборот, характерные вальдивийские орнаменты на мачалильских глиняных изделиях. Многие нововведения, особенно в керамике, быстро распространялись среди соседних групп.

### Культура Наска

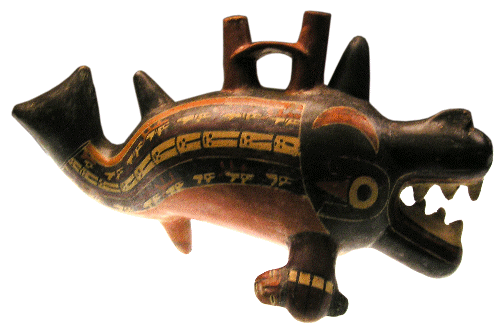
Керамическая фигурка в виде рыбы.

Наска — доколумбова цивилизация, которая существовала в нескольких долинах на южном побережье Перу, на плато Наска, южнее цивилизации Мочика, с II в. до н. э. по VI в. н. э. Главный город — Кауачи с шестью пирамидами из самана. Произошла предположительно от культуры Паракас.
Керамика культуры Наска полихромная, как правило, четырёхцветная: чёрные и оранжевые рисунки на белом или красном фоне. Преобладают изображения людей, зверей, птиц, рыб и растений. Формы удлинённые, стилизованные и угловатые. В отличие от цивилизации мочика, лепка практически отсутствует.
Подобные узоры можно видеть и на образцах тканей из ламовой шерсти, сохранившихся благодаря полупустынному климату плато. Частично уцелела и созданная ими сеть подземных акведуков.
Культуре Наска нередко приписывается создание громадных геоглифов — линий Наска, однако относительно времени их создания среди учёных нет единого мнения.

### Культура Моче

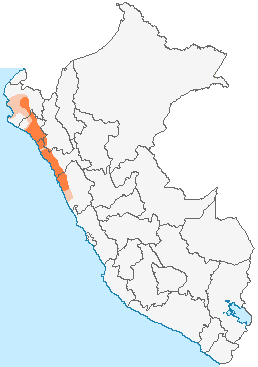
Владения мочика в Перу

Мочика, или моче — доколумбова культура в Южной Америке, существовавшая с I века по VIII век на побережье Перу. Как и у культуры чиму, являвшейся преемницей мочика, её центр располагался в районе нынешнего города Трухильо, позднее Пампа-Гранде. Южнее моче жили носители культуры наска.
Мочика населяли одиннадцать долин в засушливой прибрежной полосе северного Перу. Будучи земледельцами, они соорудили разветвлённую сеть оросительных каналов, удобряли землю с помощью гуано и выращивали кукурузу и фасоль. В орошённых долинах образовались независимые города с собственными правителями и священнослужителями. Мочика оставили после себя Солнечную пирамиду (Huaca del Sol) и Лунную пирамиду (Huaca de la Luna), крупнейшие строения, когда-либо возведённые в древней Южной Америке. У мочика ещё не было собственной письменности, однако сохранившиеся пиктографические изображения позволяют восстановить живую картину их цивилизации. Говорили на вымершем языке «мочика» чимуанской семьи. На диалекте этого же языка говорили представители более поздней культуры Чиму.
У мочика были высоко развиты ремесла, одним из которых была обработка металлов. Помимо золота и серебра они умели обрабатывать медь. Им были известны способы изготовления различных медных сплавов, в том числе томпака. Они владели техникой нанесения золота на медные поверхности. В целом, по технологиям культура мочика была сопоставима с медным и бронзовым веком в Европе и на Ближнем Востоке. Высокоразвитым ремеслом была и керамика, отличавшаяся особенно приближенными к реальным формам изделиями. Примечательно, что весьма часто встречаются сосуды в форме эротических фигур, множество вопросов вызывает частота изображения гетеросексуального анального секса.
При раскопках подтверждается, что у мочика существовали кровавые ритуалы. После изучения многих скелетов учёные пришли к выводу, что они были принесены в жертву богам, по-видимому, чтобы просить их о дождях, которые в этом регионе крайне редки. Также есть доказательства, что в культуре мочика высокие позиции занимали женщины. К примеру, на сохранившихся изображениях чаши с кровью жертв правителю подают именно они. Вопрос, кем были жертвы, является предметом споров среди учёных. По одной версии, они были проигравшими в ритуальных поединках среди элиты, по другой — пленными в вооружённых конфликтах с соседними племенами и городами-государствами. Существует теория, что закат культуры мочика был вызван именно религиозной ожесточённостью. Мочика вкладывали слишком много сил и ресурсов в свои ритуалы и приносили в жертву, как правило, молодых и продуктивных членов общества.

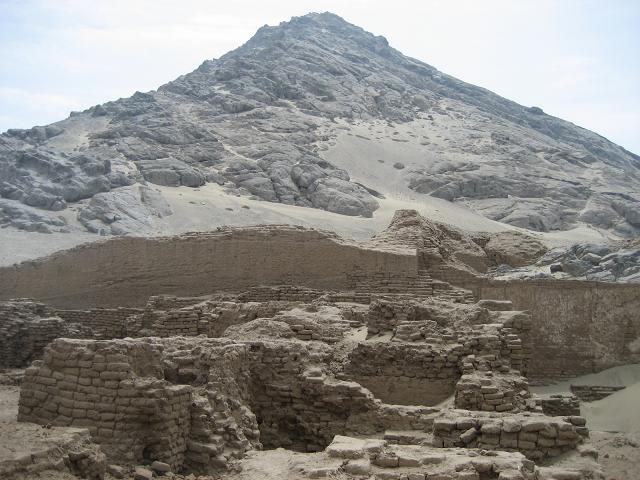
Лунная пирамида
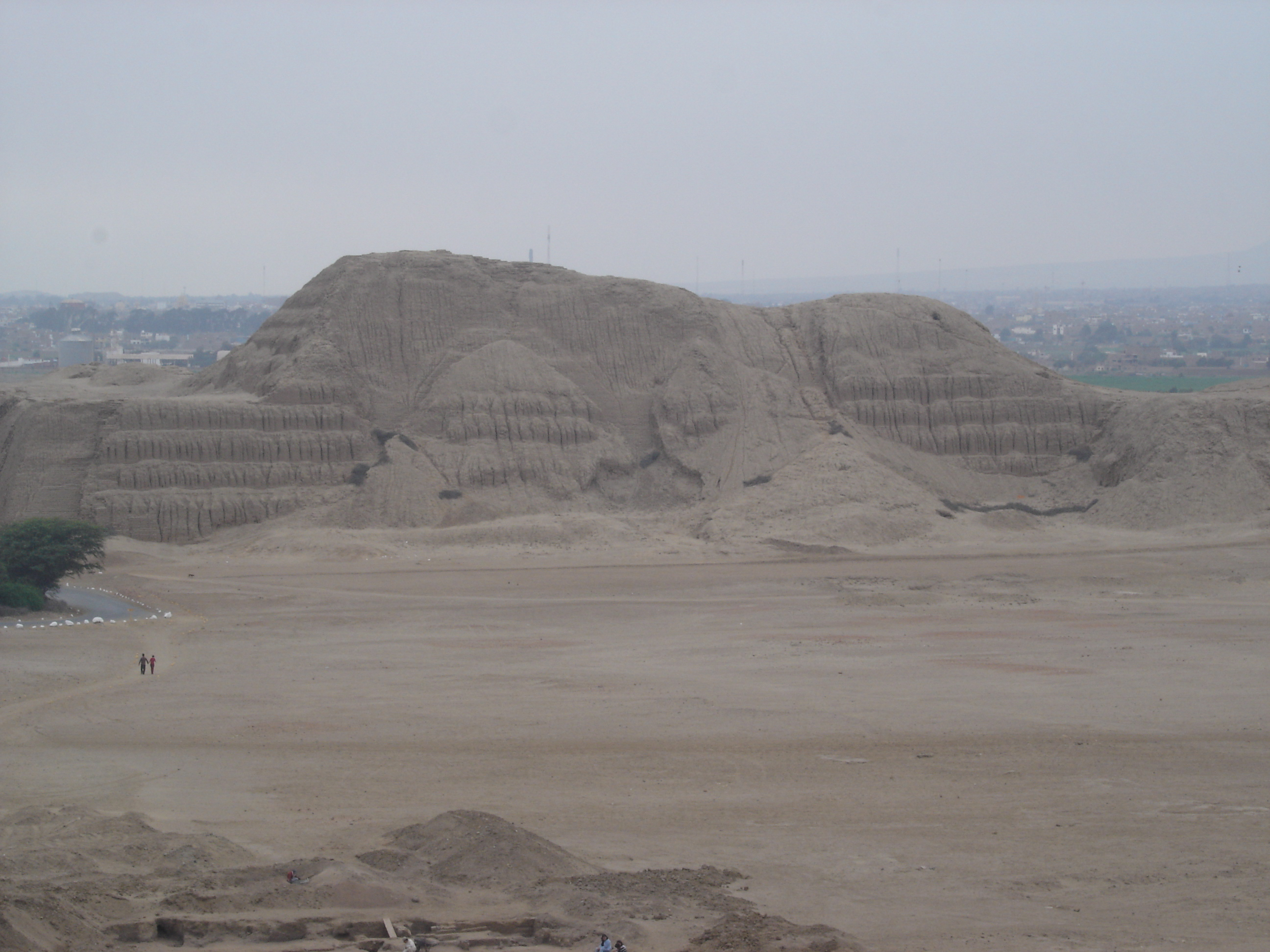
Солнечная пирамида
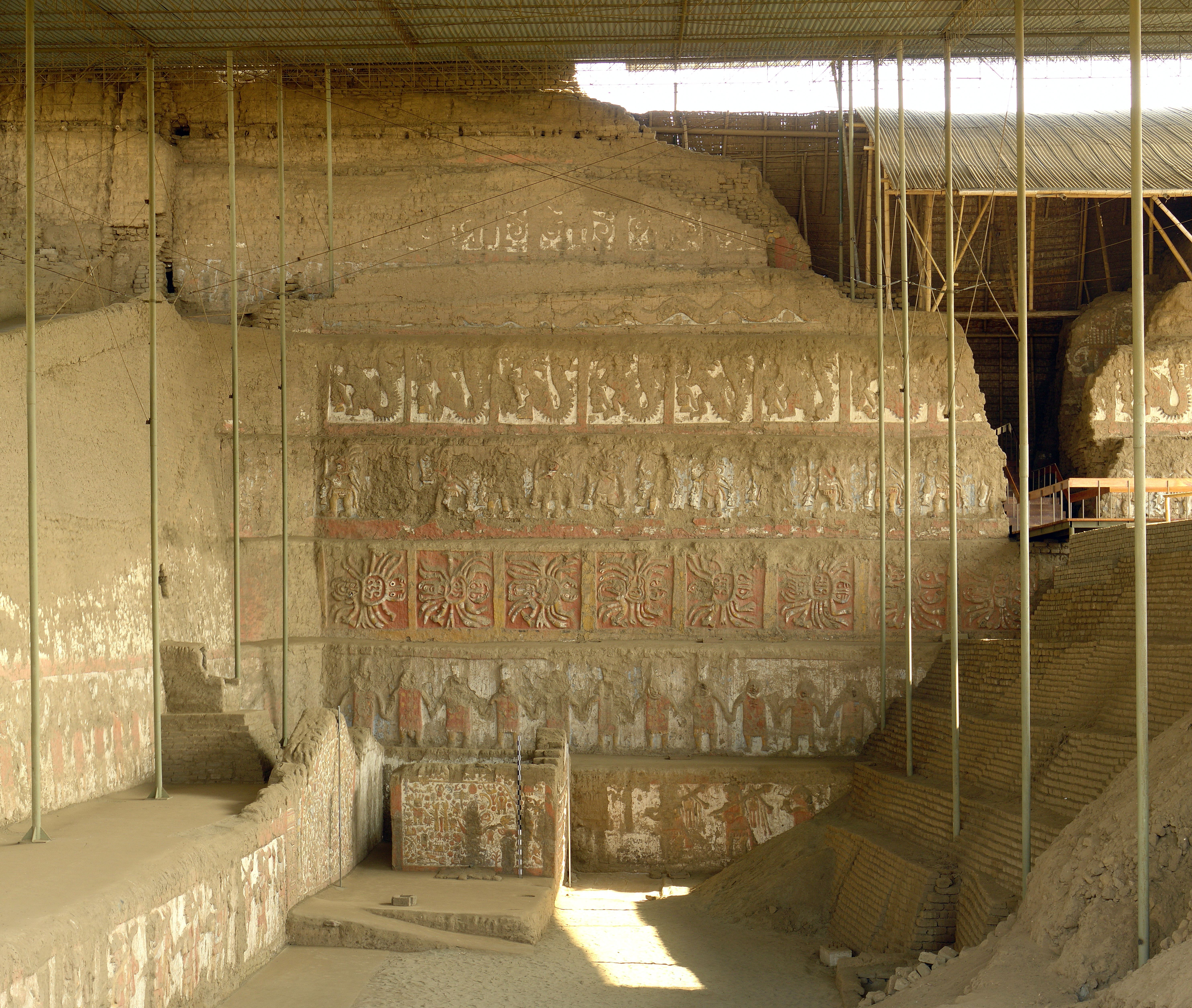
Храм Луны (настенные росписи)
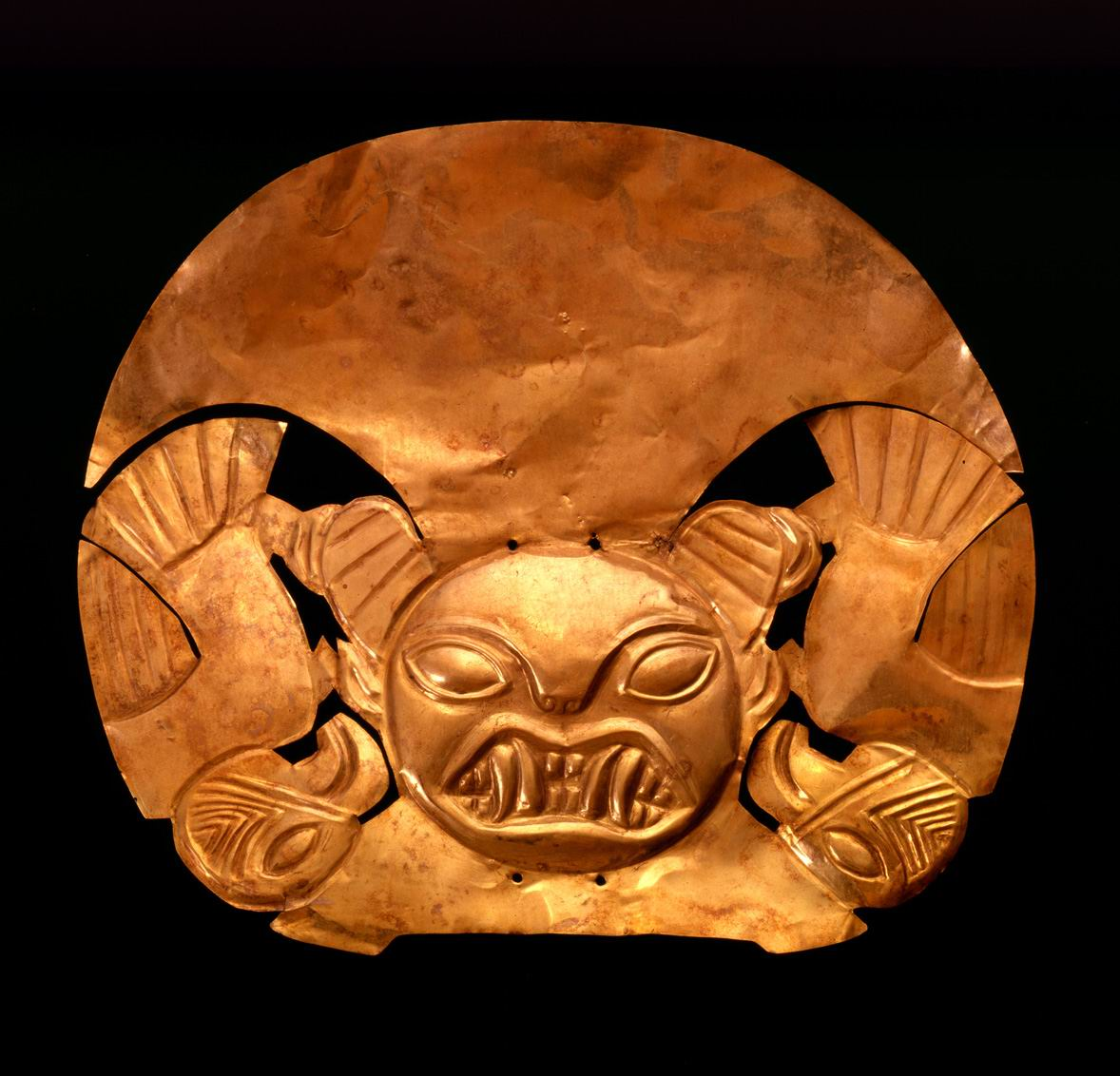
Маска культуры Мочика (музей Ларко)
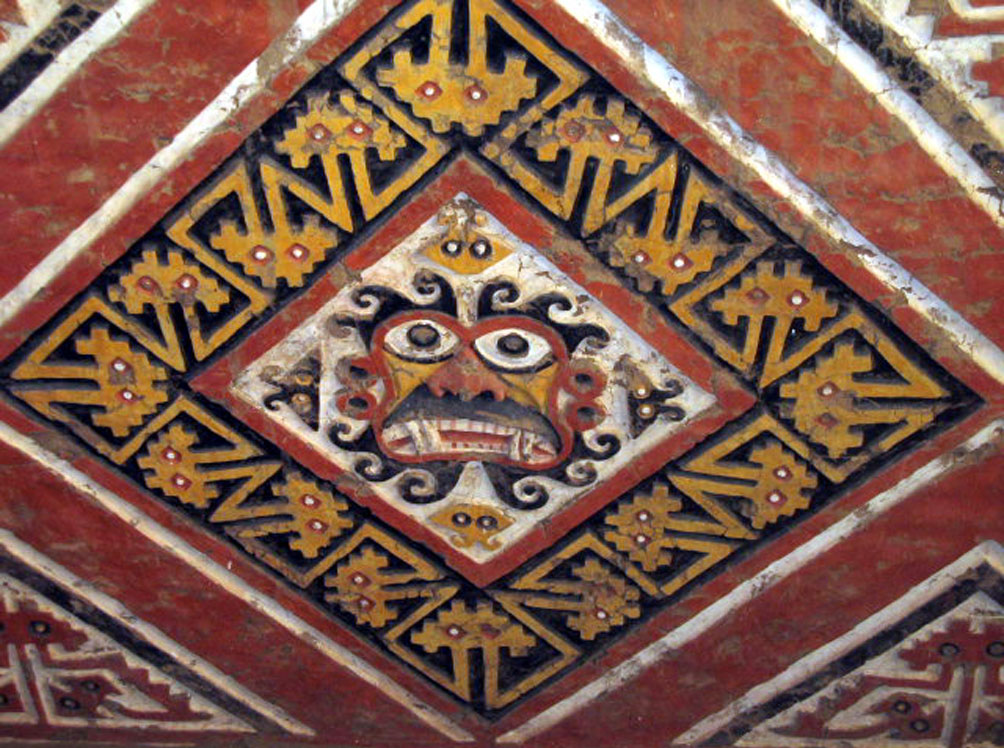
Храм Луны(настенная роспись «Отсекающий голову»)

### Культура Тиуанако
Тиуанако или Тайпикала (иногда Тиауанако, Тиуанаку, Тиванако, от айм. Tiwanaku) — древнее городище в Боливии, в 72 км от Ла-Паса вблизи восточного берега озера Титикака. По материалам раскопок это  поселение датируется 1500 годом до н. э.
Уже в II—IX веках Тиуанако — крупнейший город региона Центральных Анд — был центром государства Пукина. На языке пукина он назывался Тайпикала, то есть «центр мира». В это время город занимал примерно 6 км², и имел 40 тысяч жителей. Приблизительно в 1180 году город был покинут обитателями, после разгрома Пукина племенами колья (аймара).
В 1 км от Тиуанако находятся каменные сооружения Пума-Пунку.
Для обозначения цивилизации государства Пукина, центром которой служил город Тиуанако, используется это же слово. При этом часто утверждается, что язык цивилизации Тиуанако неизвестен, а его название не сохранилось. Однако в древности город Тиуанако являлся ранней столицей этой мощной андской державы, и в ней был распространён одноимённый язык пукина (вымерший к настоящему времени). Современное же название Тиуанако — это искажённое центральный камень на языке аймара (колья).
Государство Пукина в период своего расцвета (700—900 годы н. э.) занимало значительную часть Андского нагорья и распространялось до побережья Тихого океана. На этой территории находятся части нескольких современных государств: нагорный запад Боливии, юг Перу, север Чили и северо-запад Аргентины. Торговые и культурные связи Тиуанако распространялись на бо́льшую часть Южной Америки. Жители Тиуанако построили грандиозную систему ирригационных сооружений в районе озера Титикака.

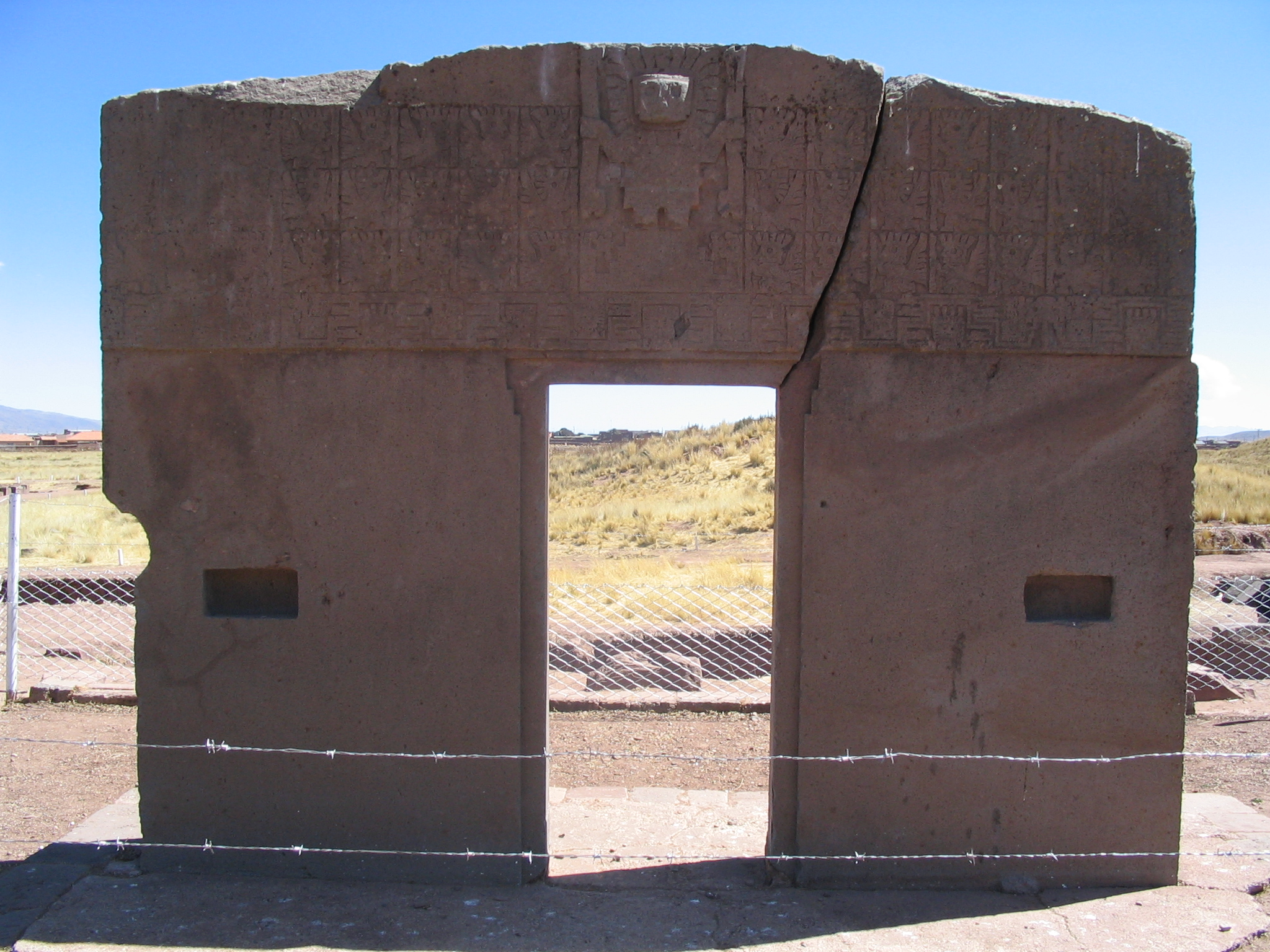
Врата солнца
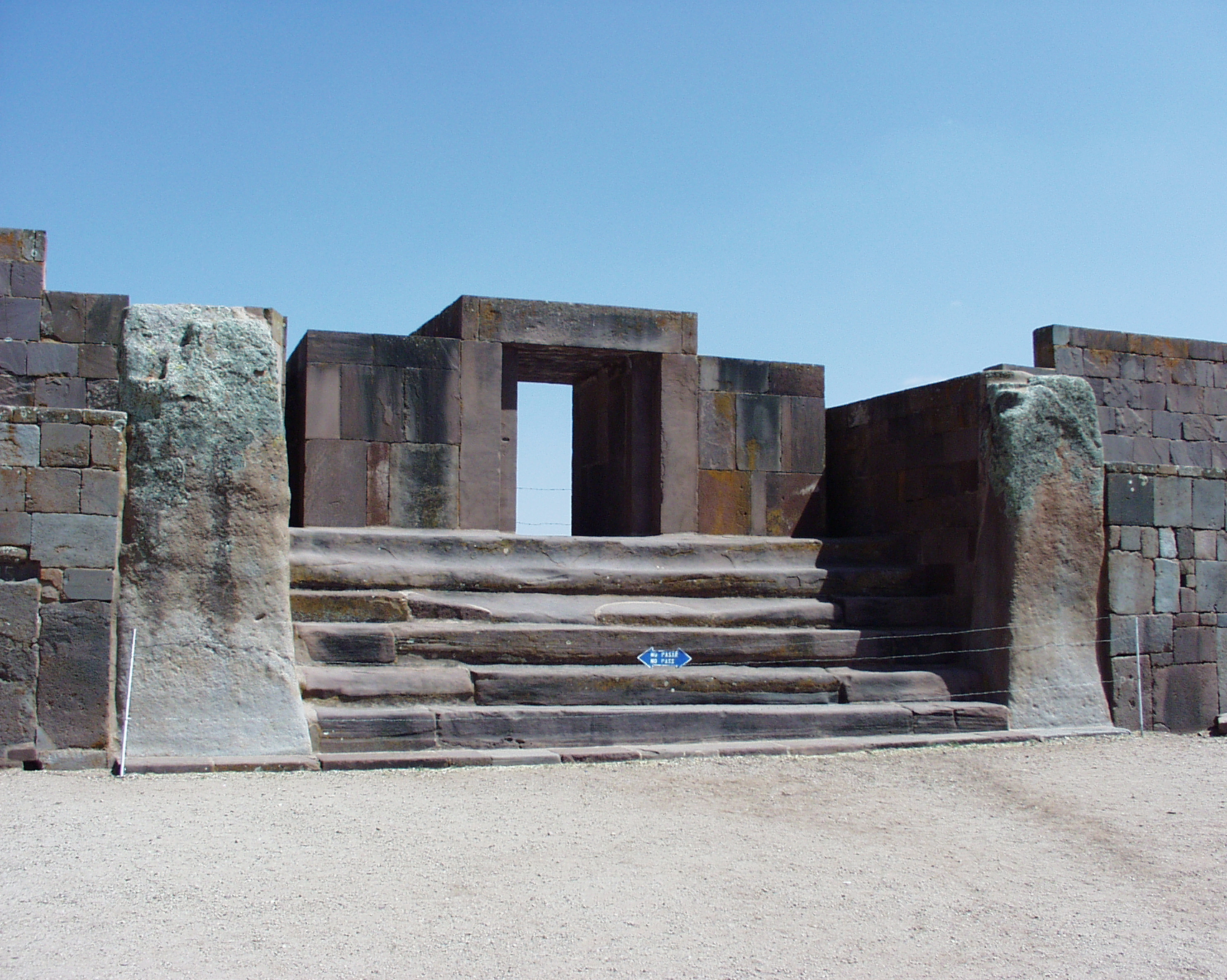
Ворота и лестница храма Каласасайя
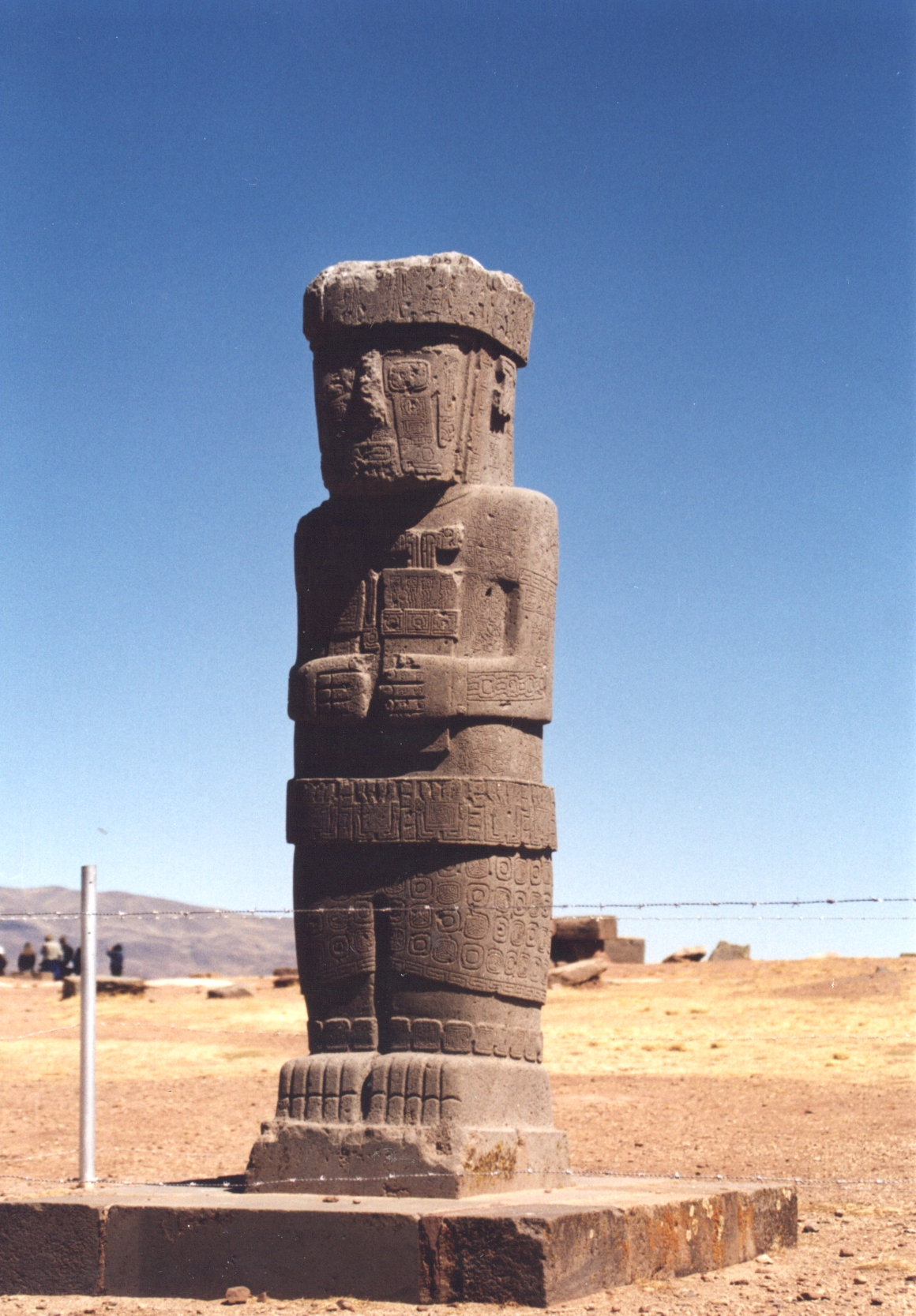
Статуя в Тиуанако

### Культура Чачапойя

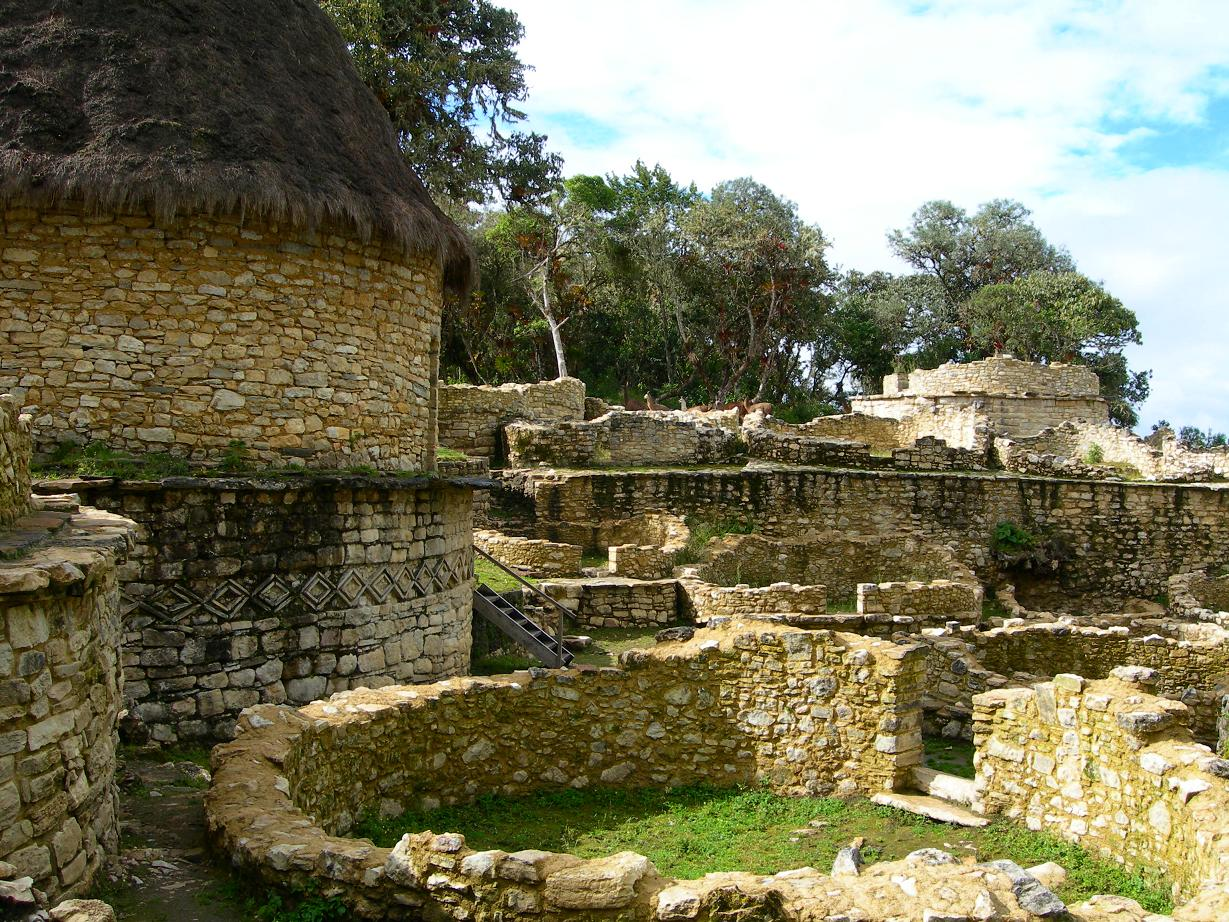
Крепость Куэлап — вид изнутри

Чачапойя — доколумбова культура, существовавшая в Перу примерно в 900—1470 годах н. э. Находилась на плато на территории современного департамента Амасонас. Называли себя Воины облаков.
Жители данной культуры создали множество монументальных каменных памятников: Куэлап, Гран-Пахатен, Лагуна-де-лос-Кондорес и др., а также большое количество саркофагов и мавзолеев в труднодоступных местах.

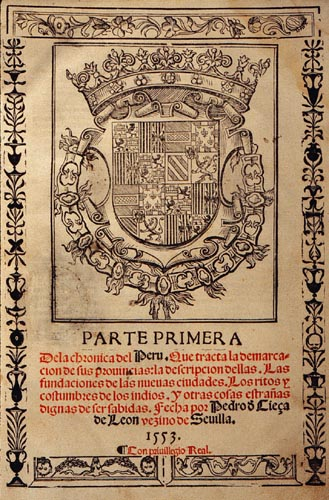
Первая часть книги «Хроника Перу», впервые описывающая этносы Южной Америки (1553).

Письменные источники, например, сообщение Сьесы де Леона в «Хронике Перу», указывают на то, что у чачапойцев была «более светлая» кожа, чем у других народов региона, хотя испанское слово «blanco» скорее означает «чистый, опрятный», поскольку в сообщении речь шла о женщинах, и они сравнивались не с европейками, а с другими индианками. Происхождение чачапойцев и их этническая принадлежность до настоящего времени представляют собой предмет дискуссий.
По данным экспедиции Антисуйо из Амазонского археологического института, чачапойцам были свойственны не амазонские, а скорее андские культурные традиции.
Антропоморфные саркофаги напоминают имитации погребений в скорченном виде с деревянными масками Среднего горизонта, доминирующей культуры прибрежья и высокогорья, известной также как культура Тиуанако-Уари. «Мавзолеи», возможно, представляли собой модифицированные разновидности надгробных башен, известных как «чульпа» (chullpa) или «пукульо» (pucullo), характерных для культур Тиуанако, Уари и их потомков.
Переселение народов в Амазонские Анды было, по-видимому, вызвано желанием расширить площадь сельскохозяйственных земель, что видно из широкого использования террасного земледелия в регионе. Условия ведения сельского хозяйства в Андах и в прибрежном регионе были связаны с общими трудностями — огромными пустынными территориями и нехваткой почвы, пригодной для сельского хозяйства, поэтому эти земли оказались недостаточными для жизнедеятельности.
По сообщению Инки Гарсиласо де ла Вега, Инкская империя покорила культуру Чачапойя в годы правления Тупак Инки Юпанки во второй половине XV века.

### Культура Уари

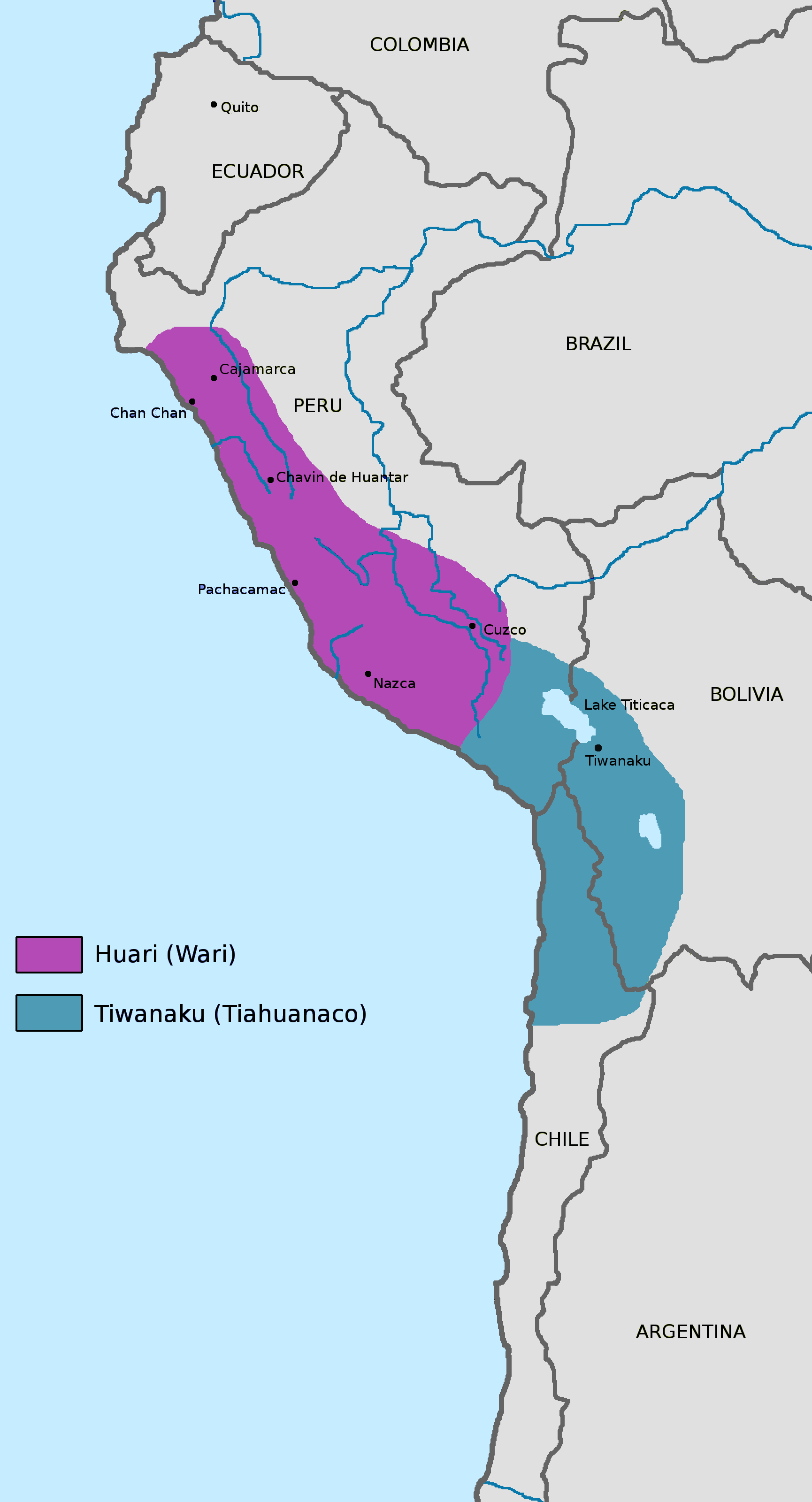
Территория держав Уари и Пукина

Уари (иногда называют Вари, исп. Huari — от кечуа wari «руины») — индейская культура доинкского периода («средний горизонт»), существовавшая в Центральных Андах на южном и центральном побережье современного Перу примерно в 500—1000 годах н. э.
Лучше всего сохранившиеся памятники культуры Уари находятся около городов Кинуа, Чиклайо, Пикильякта (последний находится невдалеке от Куско «по дороге» к озеру Титикака). Интересным памятником Уари являются петроглифы Торо-Муэрто.
В декабре 2008 г. был обнаружен хорошо сохранившийся город Серро-Патапо в северной части Перу (до этого времени считалось, что царство Уари занимало лишь южную прибрежную часть). В городе обнаружены следы человеческих жертвоприношений.
Культуру Уари, название которой в некоторых изданиях передают как Вари, не следует путать с народом вари, который не имеет к ней никакого отношения, а сходство названий является случайным.
Столица державы Уари, также Уари, находилась в нескольких десятках километров от современного города Аякучо в Перу. С ранних времён царство Уари включало в себя важный культовый центр Пачакамак, хотя тот и сохранял определённую автономию. Позднее Уари поглотила большинство земель Моче (прежней культуры Мочика), а позднее — Чимор (культуры Чиму) и ряда небольших культур (Рекуай и др.).
Во главе державы Уари стоял царь (пунчау).
Держава Уари сосуществовала со своим южным соседом — державой Пукина. По времени правителям Уари соответствуют цари 2-й династии Пукина (правили в 367—869 годах в Тиуанако). Однако подробности политических взаимоотношений держав и их династий неизвестны.
Культура Уари играла важную роль для своего времени. С культурой Тиуанако Уари объединяло некоторое сходство в культурном стиле. Историки до сих пор спорят об отношениях между этими двумя культурами, и по мнению ряда из них, сходство стилей можно проследить вплоть до более раннего Пукарского стиля (Isbell 1991)[уточнить].
Государство Уари основало обладавшие собственными архитектурными отличиями административные центры во многих своих провинциях. Эти центры существенно отличаются от архитектуры Тиуанако (Conklin 1991). Несмотря на то, что об административной системе Уари известно мало, а письменных памятников культура Уари не оставила, следует предположить наличие сложной общественной иерархии и социального расслоения, с одной стороны, и однородной административной структуры во всём государстве, с другой.
Хорошо развитое при Уари террасное земледелие и сеть дорог сыграли в дальнейшем важную роль и в государстве Инков, унаследовавшем территорию Уари.
Хотя на территории, где существовало государство Уари, уже длительное время господствующим языком являлся кечуа, сравнительно-исторические исследования показывают, что языком Уари был, скорее всего, диалект языка аймара.
Культура Уари начала приходить в упадок в приблизительно 800 году. В конце IX века держава Уари распалась на мелкие владения, а многие её города были покинуты жителями.
Правопреемником Уари стало царство Уанка.

## Исторические культуры

### Чиму

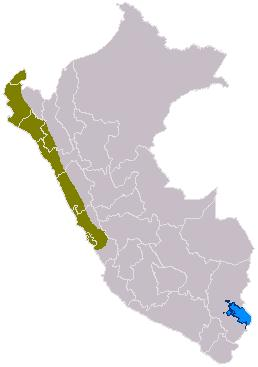
Территория культуры чиму в Перу

Чиму́ (кечуа Chimu) — высокоразвитая доколумбова культура в Южной Америке, существовавшая примерно с 1250 по 1470 год на севере современного Перу в области города Трухильо. Предком культуры Чиму является культура Мочика. В эпоху наибольшего расширения влияние Чиму распространялось до границ Эквадора на севере и до Лимы на юге. Государство Чиму носило название Чимор. В столице Чан-Чан жило до 60 тысяч человек, а сам город являлся крупнейшим на южноамериканском континенте. Царство Чиму смогло покорить соседнюю Сиканскую культуру и ряд других мелких культур. В свою очередь, Чиму были покорены инками.
Из-за большого населения чиму были вынуждены изобретать новые технологии. Используя рабский труд, они эксплуатировали обширные рудные месторождения в пределах своих владений, а также добывали золото в реках. Из Боливии доставлялось олово, с помощью которого производились бронзовые сплавы. В изготовлении керамики и золотых изделий чиму достигли почти что массового производства. Для водоснабжения населения сооружались каналы, по которым вода горных потоков доставлялась в города. Некоторые из этих каналов насчитывали в длину более чем 100 км. Благодаря им даже засушливые и отдалённые долины могли быть использованы для сельского хозяйства и пропитания жителей. Рост населения повлёк за собой и развитие определённых порядков. Возникла иерархия и отдельные социальные классы, в том числе ремесленники, торговцы, управленцы и воины.
Для производства керамических предметов чиму выработали особую технику. В конце обжигания керамики печь герметически закрывалась, чтобы в неё не поступал кислород. В результате происходило восстановление железа, содержащегося в составе глиняного теста, что придавало поверхности изделий глубокий чёрный цвет. В отличие от культуры мочика, чиму не делали рисунков и узоров на керамической посуде. Важнее, чем художественная обработка, была массовая продукция. Для производства тканей чиму использовали шерсть альпака и викуний. Её можно было легко красить и обрабатывать. Из шерсти ткалась одежда для высокопоставленных лиц, также производились ковры и даже шатры.
Чиму мастерски владели ювелирным делом. Вероятно, поначалу они переняли некоторые навыки у мочика, однако самостоятельно развили это ремесло. Они знали техники отливки и сварки металлов и умели наносить тонкую позолоту на их поверхность. Чиму были известны и способы создания различных сплавов. Однако свои умения они со временем позабыли, после того как большинство ювелиров под давлением инков было переселено в Куско. Большинство изделий было переплавлено испанцами во время их завоевания Империи Инков.

По снимкам из воздуха, сделанным в 1932 году, было обнаружено огромное сооружение чиму, так называемая стена Майао. Её высота составляла 3 м при ширине 4,5 м. Она простиралась от тихоокеанского побережья до склонов гор в глубине материка на расстоянии 65 км. В неё были встроены 50 укреплений, в которых несли службу охранявшие границу воины. Вероятно, стена ограничивала первый рубеж экспансии чиму.

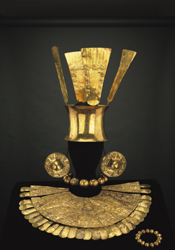
Церемониальные золотые украшения
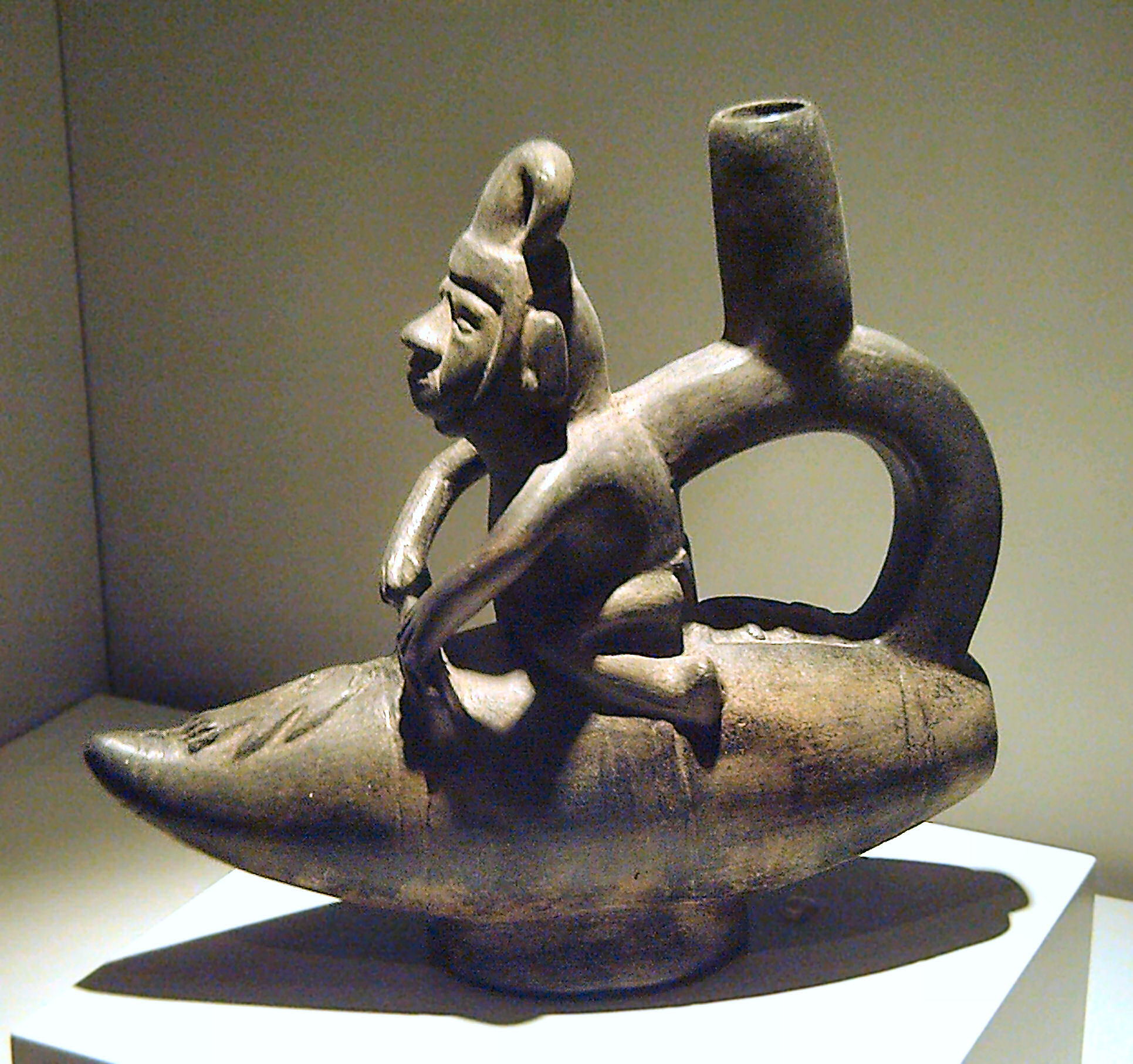
Ваза, изображающая рыбака на сказочной рыбе (1100–1400 н.э.), Музей Америки (Мадрид)
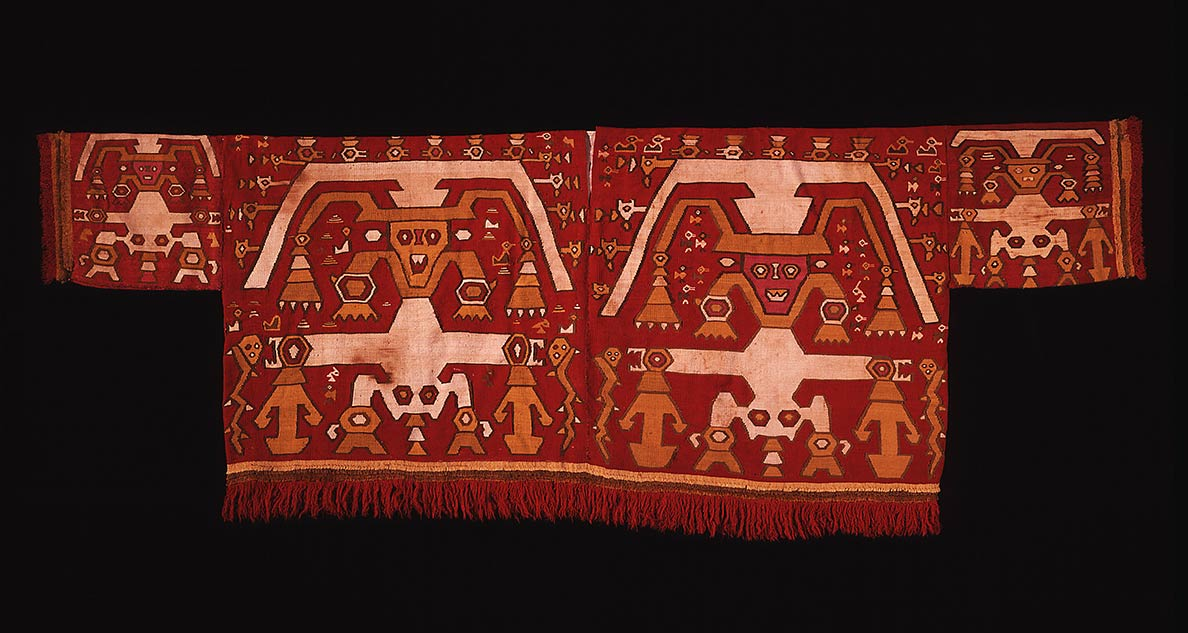
Рубашка чиму 1400–1540 годов н.э. Думбартон-Окс

### Инки

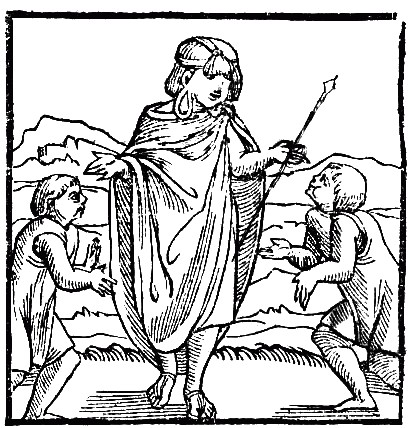
Первое европейское изображение Инков. Педро Сьеса де Леон. Хроника Перу, 1553.

Импе́рия И́нков (кечуа Tawantin Suyu, Tawantinsuyu, Тауантинсу́йу, Тавантинсу́йу, Тавантинсу́йю) — крупнейшее по площади и численности населения индейское раннеклассовое государство в Южной Америке в XI—XVI вв. Занимало территорию от нынешнего Пасто в Колумбии до реки Мауле в Чили. Империя включала в себя полностью территории нынешних Перу, Боливии и Эквадора (за исключением части равнинных восточных районов, поросших непроходимой сельвой), частично Чили, Аргентины и Колумбии. Первым европейцем, проникшим в Империю инков, был португалец Алежу Гарсия в 1525 году. В 1533 году испанские конкистадоры установили контроль над большей частью империи, а в 1572 году государство инков прекратило своё существование. Есть гипотеза, что последним независимым пристанищем инков является ненайденный город (страна) Пайтити (до середины или конца XVIII века).
Археологические исследования показывают, что большое количество достижений было унаследовано инками от предшествующих цивилизаций, а также от подчинённых ими соседних народов. К моменту появления на исторической арене инков в Южной Америке существовал ряд цивилизаций: Моче (культура Мочика, известная цветной керамикой и ирригационными системами), Уари (это государство явилось прообразом Империи инков, хотя население говорило, по-видимому, на ином языке — аймара), Чиму (центр — город Чан-Чан, характерная керамика и архитектура), Наска (известные тем, что создали так называемые линии Наска, а также своими системами подземных водопроводов, керамикой), Пукина (цивилизация города Тиауанако с населением около 40 тысяч человек, находившаяся к востоку от озера Титикака), Чачапояс («Воины Туч», известные своей грозной крепостью Куэлап, которую ещё называют «Мачу-Пикчу севера»).

### Чибча

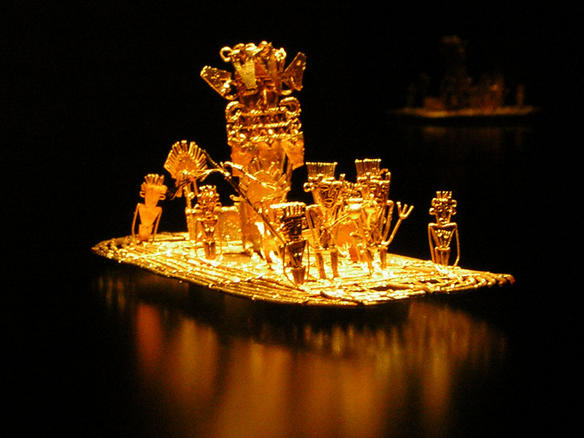
Золотое скульптурное изображение жертвования золота в озеро Гуатавита.

Чи́бча (исп. Chibcha), Муи́ска или Мо́ска — одна из высокоразвитых цивилизаций Южной Америки в XII—XVI вв. Среди культур древней Америки чибча стоят в одном ряду с майя, ацтеками, сапотеками и инками. Сами чибча называли себя муисками, то есть «людьми».
Чибча занимали значительную часть территории нынешней Колумбии. Центром их земель было высокогорное плато Восточных Кордильер и находящиеся к северу от Боготы долины рек Тунья и Согамосо. Кроме этого, чибча занимали также южные от Боготы долины и восточные склоны Кордильер до льяносов реки Меты, притока Ориноко. К моменту прихода европейцев территории чибча составляли более 25 тысяч квадратных километров, а население насчитывало порядка миллиона человек.